# Molí paperer de Cal Guarro
El molí paperer de Cal Guarro és un molí de la Pobla de Claramunt (Anoia) inclòs a l'Inventari del Patrimoni Arquitectònic de Catalunya.
És de planta rectangular i sostre a dos vessants, construït en pedra i teules amb portal adovellat i respon a la tipologia típica dels molins papers.
Se situa entre el molí de Cal Font i la Rata.
Aprofitant un establiment d'aigües del 1720, es concedí, el 1745, a Francesc Guarro la facultat de construir un molí paperer dins l'antiga propietat dels Coca. Una caràtula moderna que representa el molí, porta la inscripció "Casa fundada el 1676" però la llista dels molins de Can Guarro comença el 1698 amb el molí de Dalt de la Torre de Claramunt.
El rei Carles III, l'any 1772 atorgà el títol de fàbrica reial al molí paperer dels germans Ramón i Francesc Guarro.